# Girlicious
Le Girlicious, conosciute anche come Girlicious Girl, sono state un girl group statunitense creato dalla coreografa Robin Antin, già creatrice del noto gruppo Pussycat Dolls, nel 2008 tramite il reality show Pussycat Dolls Present: Girlicious. Originariamente il gruppo era composto da Nichole Cordova, Tiffanie Anderson, Chrystina Sayers e Natalie Mejia.
Tiffanie Anderson lasciò il gruppo nel giugno 2009, Chrystina Sayers e Natalie Mejia nel febbraio 2011, mentre Nichole Cordova vi restò fino al 22 maggio 2013, quando annunciò la sua entrata in una nuova girl band, Girls United, e conseguentemente lo scioglimento delle Girlicious.
Il gruppo ha avuto successo solamente nel Nord America, in particolar modo in Canada dove erano molto famose e amate dai fan canadesi. A livello mondiale il gruppo non ha avuto successo, tranne per alcuni singoli che hanno avuto successo al di fuori dell'America del Nord.

## Storia

### 2007–2008:Pussycat Dolls Present: Girlicious

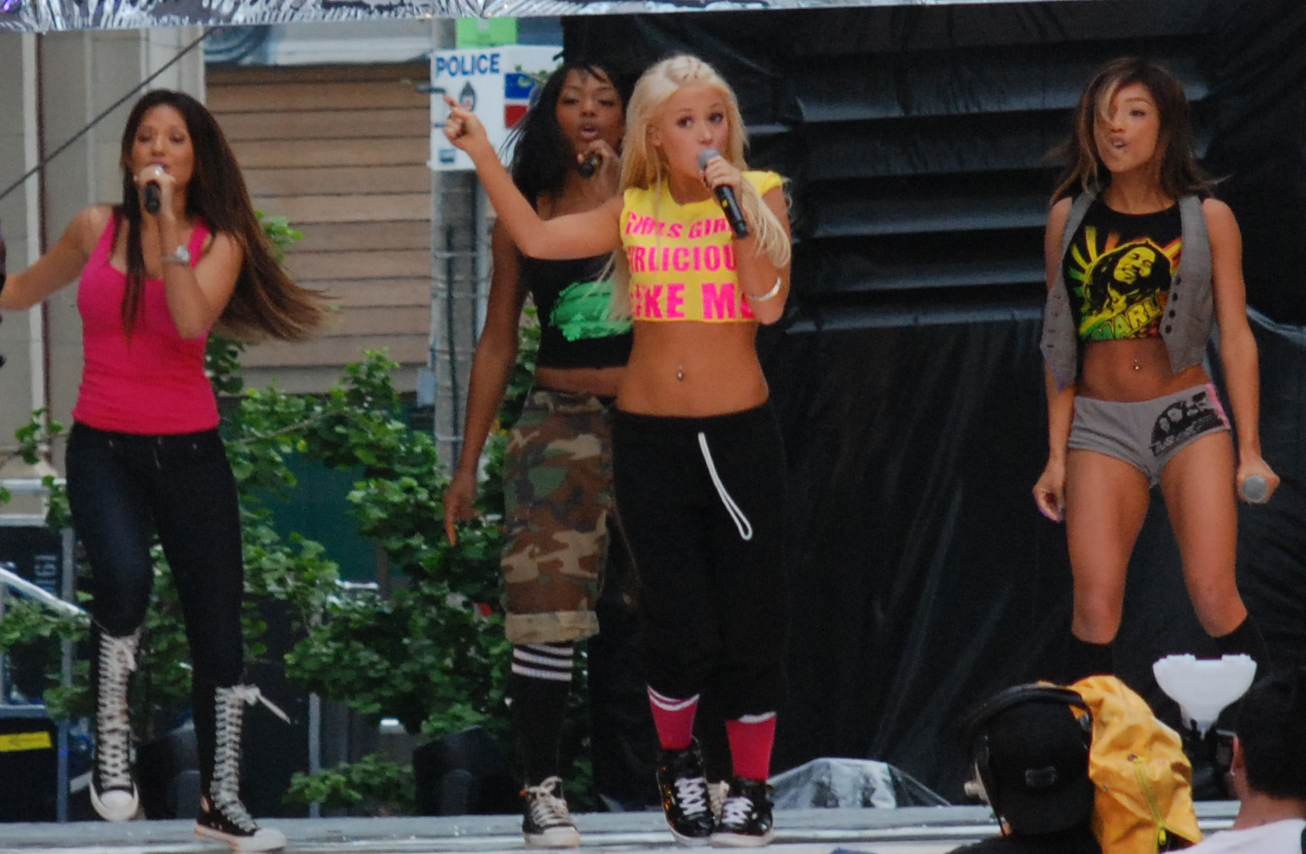
Le Girlicious si esibiscono ai Much Music Video Awards 2008.

Nel 2007 Robin Antin, già creatrice del noto gruppo Pussycat Dolls, vuole creare un nuovo gruppo composto da tre ragazze e che avrebbe preso il nome di Girlicious. Da questa idea nasce un talent show che prende il nome di Pussycat Dolls Present: Girlicious con lo scopo di trovare le tre ragazze che avrebbero dovuto far parte di questa nuova band. Il programma negli Stati Uniti viene trasmesso dalla rete televisiva The CW (in Italia il programma andrà in onda su MTV). Durante l'ultima puntata dello show, Robin Antin rivela che il gruppo sarà formato da quattro ragazze. Entrano nelle Girlicious: Nichole Cordova, Tiffanie Anderson, Natalie Mejia e Chrystina Sayers (queste ultime erano in ballottaggio per l'ultimo posto).
Durante la messa in onda del programma, il gruppo era già stato formato e le quattro ragazze stavano lavorando al loro primo album, intitolato Girlicious. L'album viene pubblicato il 1º luglio 2008. Dall'album vengono estratti i singoli Like Me e Stupid Shit, usciti rispettivamente il 22 e il 23 aprile 2008, e Baby Doll, pubblicato nel novembre dello stesso anno.
Subito dopo la fine dello show che portò alla creazione delle Girlicious, le ragazze iniziarono la promozione del disco: fecero la loro prima apparizione agli MuchMusic Video Award il 15 giugno 2008 cantando Like Me; Il 6 agosto si esibiscono al Live @ Much dove eseguiranno sei delle canzoni contenute nell'omonimo album, tra cui Like Me, Stupid Shit e Baby Doll. Inoltre il 30 luglio 2008 diventano la band di apertura per alcune delle date nel Nord America del nuovo tour dei Backstreet Boys, il Unbreakable Tour. Oltre al tour con i Backstreet Boys, le Girlicious intraprendono un loro proprio tour, il The Girlicious Tour, che, in varie fasi, le porterà in giro per tutto il Canada.

### 2009-2010: l'abbandono di Tiffanie Anderson e il nuovo albumRebuilt
All'inizio del 2009 le Girlicious, originariamente sotto contratto con la Geffen Records, firmano un contratto con la Universal Music Canada. L'11 giugno dello stesso anno Tiffanie Anderson lascia il gruppo, a causa di incomprensioni con le compagne e con la nuova casa discografica. L'annuncio viene dato dalla stessa Anderson che tramite il suo canale YouTube spiega tutti i motivi della sua uscita dal gruppo.
Pochi giorni dopo l'uscita dal gruppo di Tiffanie Anderson le Girlicious partecipano ai MuchMusic Video Award, dove i primi due singoli (Like Me e Stupid Shit) sono in nomination per la categoria Most Watched video on Much Music. Like Me vincerà il premio in questa categoria seguito, al secondo posto, da Stupid Shit.
Il 25 dicembre 2009 viene diffusa attraverso le radio canadesi il primo singolo tratto dal nuovo album delle Girlicious, la canzone intitolato Over You verrà pubblicata ufficialmente il 5 gennaio 2010 attraverso il sito canadese di ITunes. Il pezzo raggiunge la posizione numero 52 della Canadian Hot 100.
Nel 2009 aprono anche il The Circus: Starring Britney Spears, tour di Britney Spears.
Il 6 aprile 2010 viene pubblicato il secondo singolo tratto dal nuovo disco: Maniac. Il singolo ebbe un successo complessivamente scarso riuscendo a raggiungere il numero 72 nella classifica canadese. Successivamente il gruppo incide il pezzo Drank per la colonna sonora del reality show Jersey Shore la canzone verrà utilizzata come singolo di debutto del nuovo album negli Stati Uniti. Il singolo vede la collaborazione con il rapper Spose e verrà aggiunto nella versione deluxe dell'album. Viene poi pubblicato un terzo singolo, nell'agosto 2010, intitolato 2 in the Morning. Quest'ultimo ha raggiunto la posizione numero 35 nella Canadian Hot 100. Il 26 settembre 2010 le Girlicious si esibiscono Playboy's Beach House.
Il 22 novembre 2010 viene rilasciato il secondo album ufficiale del gruppo: Rebuilt. L'album ha ottenuto un successo deludente raggiungendo solo la posizione numero 86 in classifica.

### 2011–2013:Hate Love, pausa e scioglimento
Il 26 febbraio 2011, il gruppo conferma l'uscita di Sayers e Mejia tramite Facebook e Twitter. Viene inoltre dichiarato che Cordova fa ancora parte della band. Dopo il loro abbandono, il singolo Hate Love viene pubblicato come quarto singolo tratto dall'album Rebuilt. La canzone debutta nella Canadian Top 100 alla posizione 97, arrivando a raggiungere ala posizione numero 59.
Il 17 giugno 2011 Cordova si esibisce al Carmen Electra e Pussycat Dolls Burlesque Revue Tour. A ottobre 2011, Cordova conferma la pausa presa dal gruppo e suggerisce la possibile entrata di nuovi membri. Nell'aprile 2013, Cordova annunciò tramite Facebook l'abbandono e la sua entrata in una nuova girl band, Girls United, e conseguentemente lo scioglimento completo delle Girlicious.

## Formazione

### Tiffanie Anderson

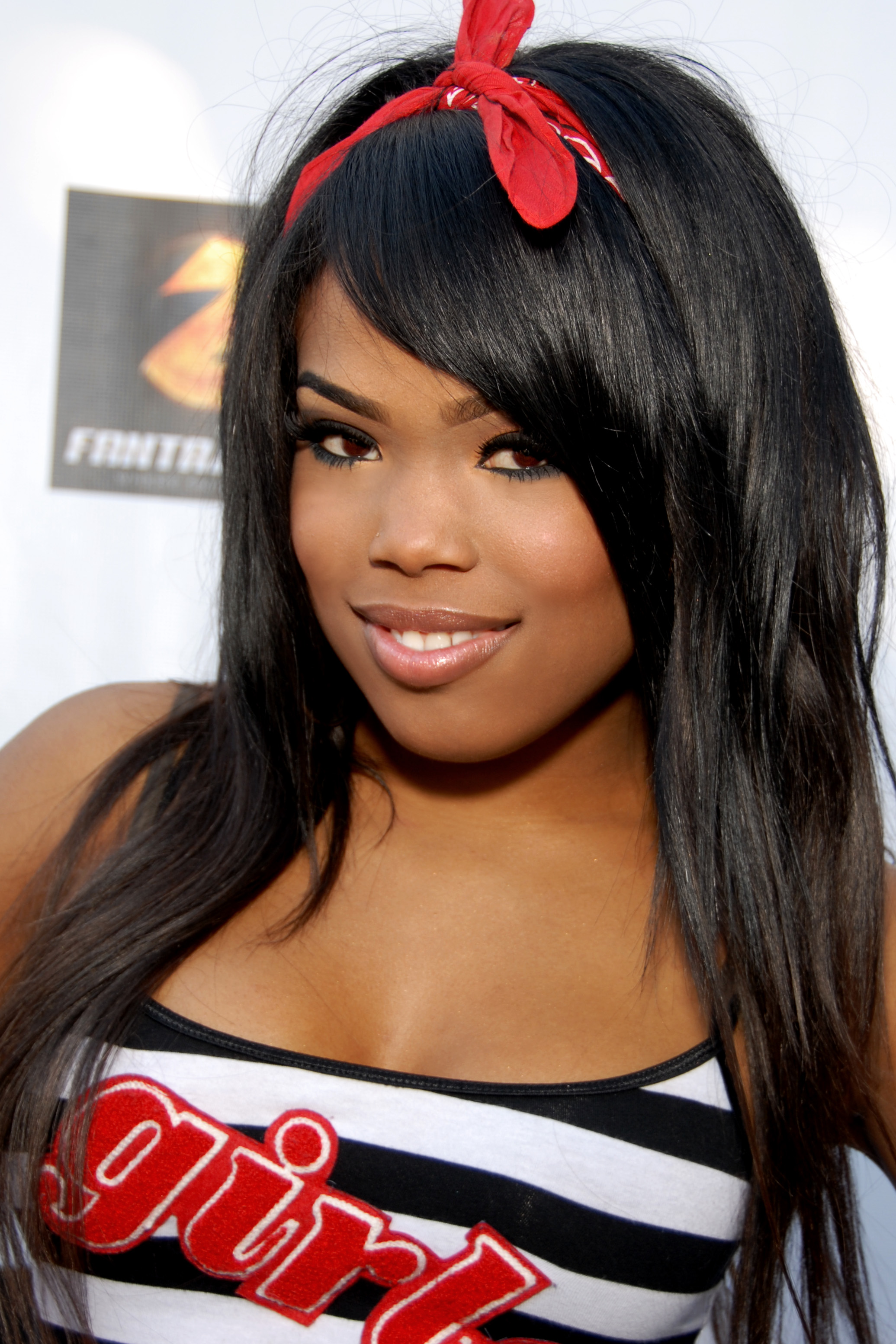
Tiffanie Anderson nel 2009

Tiffanie Adair Anderson, è nata a Los Angeles, California, il 15 agosto 1989. Durante il reality show Pussycat Dolls Present: Girlicious è stata tra le poche ragazze a non finire mai tra le ultime due. Lascia il gruppo l'11 giugno 2009, tramite un video su YouTube, in cui spiega tutti i motivi della sua uscita dal gruppo

### Chrystina Sayers

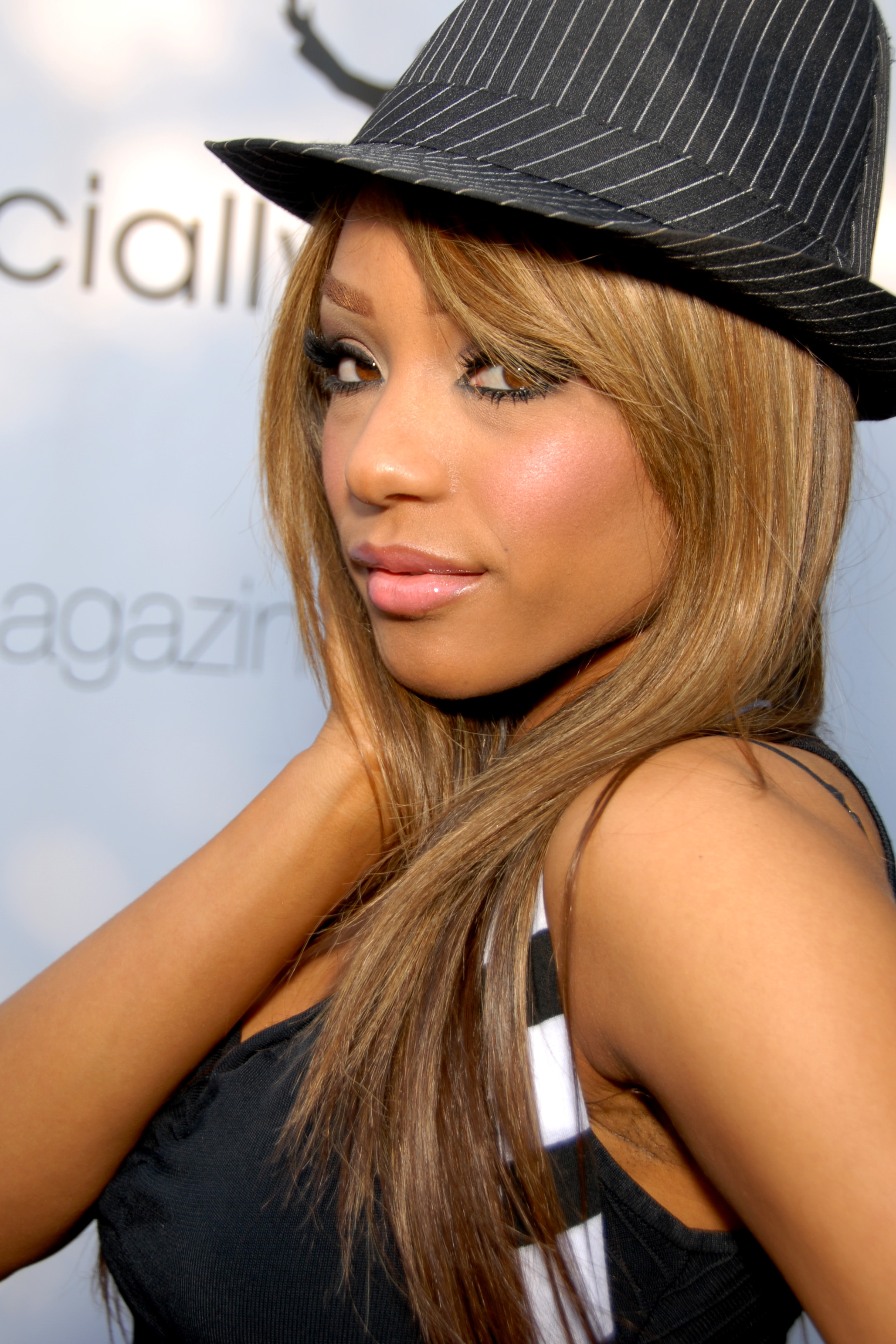
Chrystina Sayers nel 2009

Chrystina Lauren Sakamoto Sayers, conosciuta professionalmente come Chrystina Sayers o Chrysie Sayers, è nata a San Diego, California, il 14 agosto 1987, è di origini giamaicane, irlandesi, giapponesi e afro-americane. Ha frequentato la Jolla Country Day School, dove si è diplomata nel 2005. Suo padre e suo zio Gale sono entrambi noti ex-giocatori di football americano. Ha iniziato a prendere lezioni di canto a quattordici anni e ha praticato danza classica per circa sei anni. Partecipa allo show lanciato da Robin Antin ed entra a far parte delle Girlicious, dal quale esce nel febbraio 2011 insieme a Natalie Mejia. Il 29 gennaio 2012 entra a far parte delle Pussycat Dolls. Ma il 13 aprile dello stesso anno Sayers esce dalla formazione dedicandosi alla carriera da solista. Il 28 settembre 2012 rilascia il suo primo singolo da solista, intitolato Alive. Durante un'intervista per il giornale VIBE Vixen Sayers parlò dei motivi per cui aveva lasciato le Girlicious e le Pussycat Dolls. Riguardo alle Girlicious dichiarò: "Era finita già prima che Natalie fosse arrestata per possesso di cocaina. Ho davvero pensato che stesse per andare in prigione. Sinceramente non volevo essere associata a una persona del genere. Poi tutto ha cominciato ad andare meglio quando stavamo lavorando al nostro secondo album, ma poi una delle ragazze ha iniziato ad avere un comportamento non regolare. Ho dovuto mettere in discussione se continuare questo progetto perché tutto era fuori controllo".

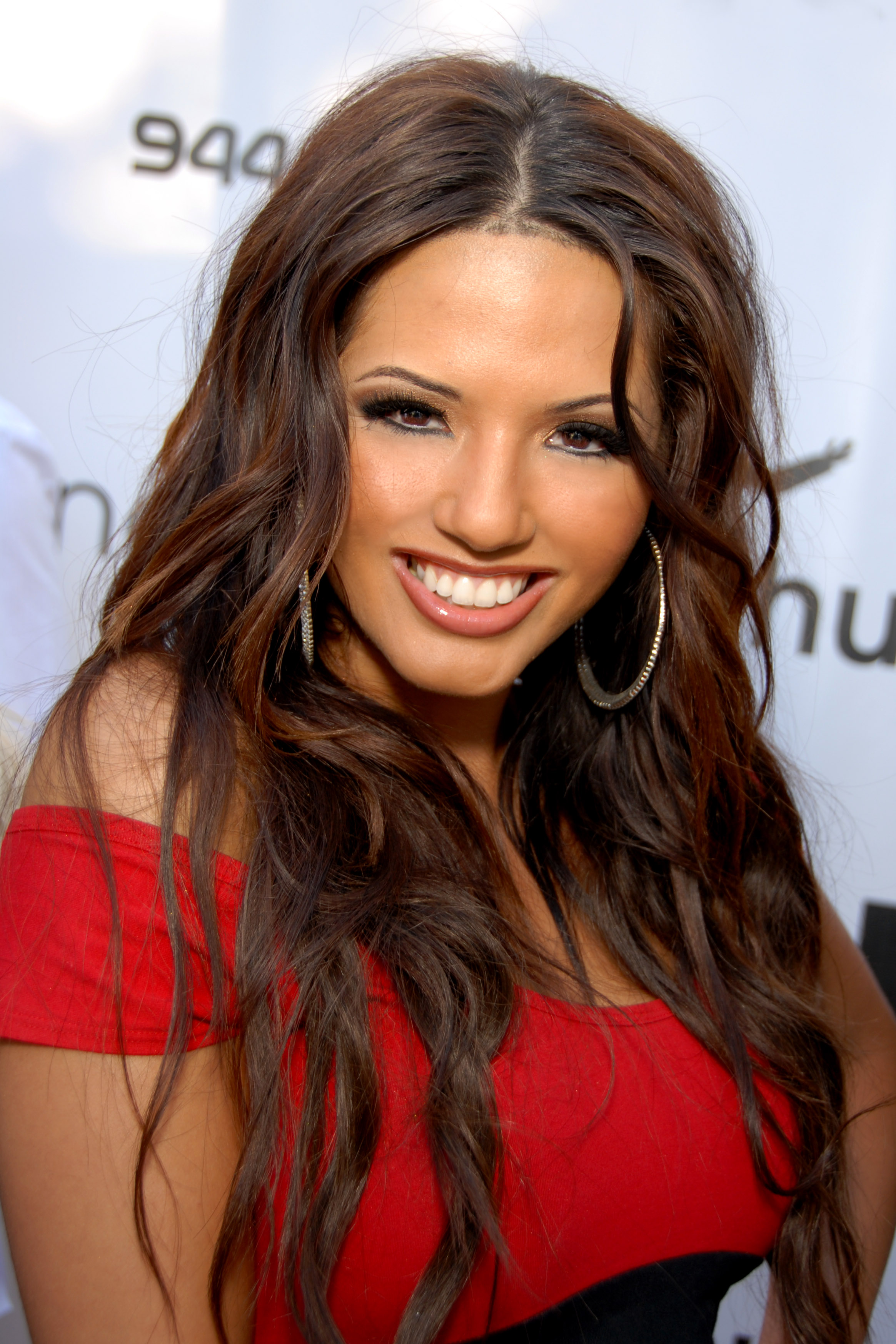
Natalie Mejia nel 2009

Riguardo invece alle Pussycat Dolls dichiarò: "Ad essere onesti in realtà stavo lavorando al mio progetto solista prima delle Pussycat Dolls, ma Robin mi voleva a tutti i costi. Ha davvero pensato che sarei stata una grande risorsa per il gruppo, quindi ci entrai. Dopo aver girato lo spot per la Go Daddy per il Super Bowl, (Antin) mi ha detto che non avevo scelta e non potevo lasciare il gruppo. Dovevo essere nelle Pussycat Dolls. Lei mi voleva veramente e io non volevo deluderla. Mi sentivo già parte del gruppo. Ero molto concentrata su quello che volevo fare ed essere parte di un gruppo femminile non era sicuramente quello che volevo. Così ho finito per lasciare il gruppo". Attualmente Sayers sta lavorando al suo primo album da solista.

### Natalie Mejia
Natalie Nicole Mejia è nata il 7 maggio 1988 a Diamond Bar, in California, è di origini messicane e cubane. Nel 2006 si diplomò presso la Diamond Ranch High School. Prima di diventare membro delle Girlicious, fece parte delle Cherri dal 2001 al 2003 e delle Breathe dal 2005 al 2007. Nel 2010, fu arrestata per possesso di più di dodici sacchetti di cocaina. Lascia il gruppo delle Girlicious nel febbraio 2011 per dedicarsi alla carriera da solista. Nel luglio 2012 diventa una delle nuove Pussycat Dolls prendendo il posto dell'ex collega Chrystina Sayers; ma nel novembre dello stesso anno Mejia lascia le Pussycat Dolls e viene sostituita da Emmalyn Estrada.

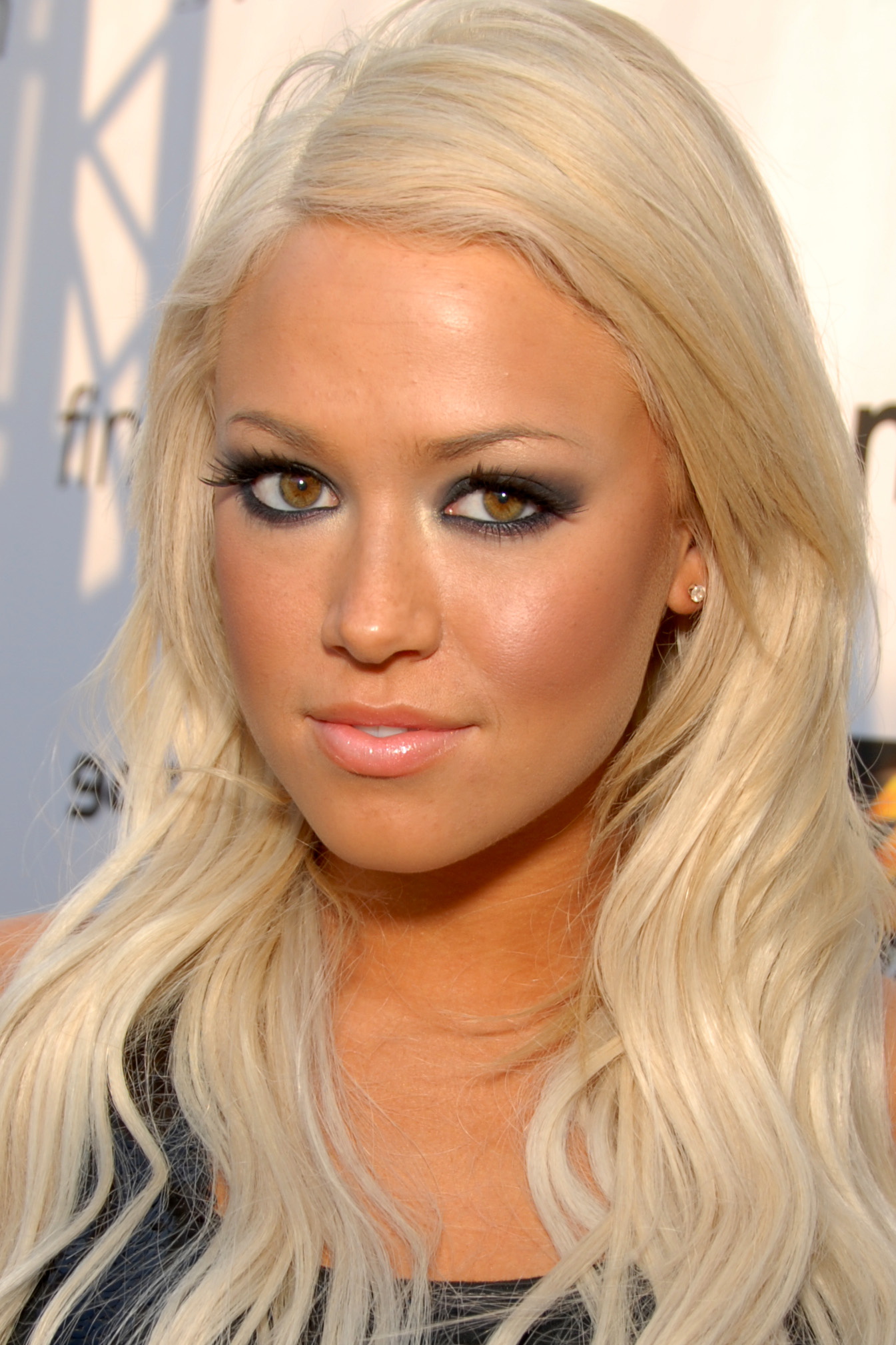
Nichole Cordova nel 2009

Il 1º dicembre 2012 dichiara di essere in attesa del suo primo figlio e dichiara che la scelta di lasciare le Pussycat Dolls è stata presa da lei e non da altri. L'11 maggio 2013, tramite Twitter, annuncia la nascita della sua prima bambina, Calista Estrella. Attualmente sta lavorando al suo debutto come solista.

### Nichole Cordova
Nichole Marie Cordova è nata a Houston, in Texas, il 17 agosto 1988. Ha iniziato a cantare all'età di quattro anni. Nel 2007 ha registrato quasi 50 canzoni con la speranza di realizzare il suo primo album. Oltre al canto ha iniziato a ballare fin da piccola, prendendo lezioni di danza per oltre dieci anni. Ottiene una parte nel film Bleed Out (2011), recitando nel ruolo di Taylor. Il 17 giugno 2011 Cordova si esibisce al Carmen Electra e Pussycat Dolls Burlesque Revue Tour. Nell'ottobre 2011 conferma la pausa presa dal gruppo e suggerisce la possibile entrata di nuovi membri. Nell'aprile 2013, annuncia tramite Facebook l'abbandono e la sua entrata in una nuova girl band, Girls United, e conseguentemente lo scioglimento completo delle Girlicious. Nel giugno 2014 viene annunciato che Cordova ha lasciato le Girls United per seguire un possibile progetto solista.

## Discografia
- 2008 - Girlicious
- 2010 - Rebuilt

## Tournée
Come band principale
- 2008 – 2009 - The Girlicious Tour

Come band di apertura
- 2008 - Unbreakable Tour
- 2009 - The Circus: Starring Britney Spears

## Premi
| Anno | Premio                | Categoria                                      | Risultato  |
| ---- | --------------------- | ---------------------------------------------- | ---------- |
| 2008 | Teen Choice Awards    | Breakout Group                                 | Nomination |
| 2008 | Teen Choice Awards    | Best Live Concert                              | Vinto      |
| 2009 | MuchMusic Video Award | Most Watched video on Much Music (Like Me)     | Vinto      |
| 2009 | MuchMusic Video Award | Most Watched video on Much Music (Stupid Shit) | Nomination |